# カッサロ
カッサロ（イタリア語: Cassaro, シチリア語: u Càssuru）は、イタリア共和国シチリア州シラクーザ県にある、人口約800人の基礎自治体（コムーネ）。

## 地理

### 位置・広がり

#### 隣接コムーネ
隣接するコムーネは以下の通り。
- ブシェーミ
- フェルラ
- パラッツォーロ・アクレイデ
- ソルティーノ

## 文化・観光

### 名所
- Chiesa Madre S. Pietro in Visconti,
- Chiesa di S. Maria delle Grazie,
- Chiesa di S. Antonio Abate,
- Chiesa di S. Sebastiano Martire.